# Adnan Atassi
 (mai 2021).
Si vous disposez d'ouvrages ou d'articles de référence ou si vous connaissez des sites web de qualité traitant du thème abordé ici, merci de compléter l'article en donnant les références utiles à sa vérifiabilité et en les liant à la section « Notes et références ».
Pour les articles homonymes, voir Famille Atassi.
Adnan al-Atassi (1905-1969) est un intellectuel et homme politique syrien.

## Biographie
Licencié en droit à l’université de Damas, docteur en droit international à l’université de Lausanne, il est à partir de 1932 professeur de droit à l’université de Damas. En 1938, il rejoint le corps diplomatique et est chargé en 1945 d’initier les relations diplomatiques de la Syrie en établissant les premières délégations diplomatiques de Syrie à Paris, Madrid, Bruxelles, Genève et au Vatican.
À partir de 1943, il participe activement à la vie politique (député de Homs, ministre des Travaux publics, ministre de la Justice), devenant un des leaders du Parti du peuple (Hizb al Sha’b), succédant au Bloc national (Al Jabha Al Wataniya), qui sous l’égide de son père Hachem Atassi avait mené la Syrie à l’indépendance. La Syrie devient alors un enjeu de la guerre froide, où le pouvoir civil élu doit faire face aux pressions des militaires alliés du Parti Baas, fascinés par le « socialisme révolutionnaire » du président égyptien Nasser.
Adnan Atassi croyait que le « socialisme révolutionnaire » était un mirage conduisant non pas à « Wahda, Hurriya, Ishtirakiya » (« Unité Arabe, Liberté, Socialisme ») mais à la dictature des militaires. Il croyait qu’un régime parlementaire allié à l’Occident (à l’exemple de la Turquie) offrait la seule voie pour rapprocher la Syrie progressivement du standard des démocraties occidentales.
En 1956, il est arrêté par les militaires, jugé par une cour martiale, condamné à mort puis à perpétuité. 
Libéré en 1960, il vit au Liban jusqu'à son décès en 1969. Les militaires et les « socialistes révolutionnaires », au pouvoir depuis, ont fini par installer une dictature héréditaire, très éloignée de la démocratie.